# Bazalt
Bazált je pogosta siva do črna bazična ekstruzivna magmatska kamnina. Običajno je sestavljena iz drobnih zrnc, ki se pojavljajo zaradi hitrega ohlajanja lave, ki privre na površje. Pogoste so porfirne strukture, kar pomeni, da se v kamnini pojavljajo večji kristali. Po navadi je črne barve.
Besedo bazalt je prvi uporabil Plinij Starejši, verjetno pa beseda izvira iz etiopske besede, ki pomeni »črna kamnina«. Bazalt se večinoma uporablja v gradbeništvu, za tlakovanje ipd.

## Tipi bazalta
- toleiitski bazalt ima relativno malo silikatne faze in ne vsebuje veliko natrija. Večina tega bazalta, ki se pojavlja na dnu oceanov je tega tipa, iz toleiitskega bazalta pa je tudi večina otokov v oceanih
- aluminijski bazalt vsebuje več kot 17 % aluminijevega oksida
- alkalni bazalt ima relativno malo silikatne faze in je bogat z natrijem
- boninit je bazalt bogat z magnezijem